# Жуков, Валерий Михайлович
Валерий Михайлович Жуков (род. 17 августа 1941) — советский и российский актёр театра и кино, Заслуженный артист РСФСР (1987).

## Биография
Валерий Жуков родился в Туле в 1941 году. После окончания 8 классов в школе № 39 ушёл в ремесленное училище. Ещё будучи школьником участвовал в театральных постановках. Работал слесарем-сборщиком на заводе, потом в горгазе. В 1960 году поступил в театральную двухгодичную студию при Тульском театре драмы. По окончании студии был приглашен в качестве актера в Тульский драматический театр им. М. Горького, где проработал до 1966 года. В 1964 году поступил в Театральное училище им. Б. Щукина (филиал при Тульском ТЮЗе). Для продолжения учебы в 1966 году перешел работать в ТЮЗ. В 1969 году окончил Щукинское училище. 
С 1970 года — актёр Тульского театра драмы. В 1991 году Жуков вслед за режиссёром Владимиром Кондратьевым на год уехал в Новосибирск в театр «Красный факел». После этого в течение ещё трех лет работал в театре Ногинска, после чего вернулся в Тулу. С 1995 года актер работает в Тульском академическом театре драмы им. М. Горького.

## Фильмография
- 2003 — Таксистка
- 2005 — Счастье ты моё
- 2005 — Таксистка 2
- 2006 — Палач — дядя Коля, гардеробщик
- 2006 — Последняя исповедь
- 2006 — Таксистка 3
- 2007 — Таксистка 4
- 2007 — Завещание Ленина — Утробин, лагерный доктор
- 2008 — Автобус
- 2010—2011 — Институт благородных девиц
- 2013 — Зеркала — инструктор гражданской обороны
- 2013 — По лезвию бритвы
- 2015 — Анка с Молдаванки
- 2015 — Тихий Дон — Сергей Платонович Мохов
- 2017 — Рок — стрелочник
- 2020 — Сентенция — Владимир